# 左原
左原（？—？），陈留郡（今河南省开封市东）人，东汉儒生。

## 生平
左原初为郡学生，因犯法被斥逐。名士郭林宗在路上遇到他，设酒肴安慰他。劝其自励：“之前颜涿聚是梁甫的巨盗，段干木是晋国的马贩，后来成为齐国的忠臣，魏国的名贤。蘧瑗、颜回尚不能超过他们，何况其余？千万不要怀恨，反躬自责进行了。”左原纳言而去。有人讥讽郭林宗不和恶人断绝关系。郭林宗回答：“一个人如果不仁，对他过分憎恶，会促使他作乱。”左原后忽然有怀忿，结客想要报复诸生。当日郭林宗在学校，左原愧负前言，因而作罢离去。后事情传扬出去，众人都对郭林宗惭愧佩服。